# 布卡奇
46°50′48″N 30°41′22″E / 46.84667°N 30.68944°E
布卡奇（烏克蘭語：Букачі）是位於烏克蘭西南部的村莊，由敖德萨州敖德萨区的克拉斯諾西爾卡市鎮負責管轄。該村始建於1924年，面積0.35平方公里，海拔高度81米，2001年人口78，人口密度每平方公里224.78人。